# Месје 38
Месје 38 (М38) је расејано звездано јато у сазвежђу Кочијаш које се налази у Месјеовом каталогу објеката дубоког неба.
Деклинација објекта је + 35° 51' 18" а ректасцензија 5h 28m 43,0s. Привидна величина (магнитуда) објекта М38 износи 6,4. М38 је још познат и под ознакама NGC 1912, OCL 433.